# Сант'Омеро
Сант'Омѐро (на италиански: Sant'Omero, на местен диалект Sand'Mirë, Сандъ Миръ) е градче и община в Южна Италия, провинция Терамо, регион Абруцо. Разположено е на 209 m надморска височина. Населението на общината е 5423 души (към 2010 г.).